# ميريام كلينك
ميريام كلينك عارضة أزياء لبنانية ولدت سنة 1970 لوالد لبناني وأم صربية، بدأت عرض الأزياء عندما كانت في سن الخامسة عشر ووتحولت عام 2012 إلى مغنية وهي أيضاً ناشطة وأثارت الجدل حول ارتدائها للملابس المثيرة ومقاطع الفيديو الساخنة وكليباتها وأرائها السياسية ومواضيعها حول البيئة والحيوانات.

تصدرت ميريام لفترة طويلة عناوين الصحف عندما أطلقت أغنيتها الأولى بعنوان «عنتر» على الهواء مباشرة ببرنامج «سوري بس» عام 2012. وقد تم انتقاد أداء ميريام لكونها مفرطة في الإثارة الجنسية، ووصفها البعض بأنها «ترقص مثل القطة في وقت التزاوج» بينما تم فهم كلمات الأغنية لدى البعض بأنها تنوه إلى الأعضاء الحساسة للفنانة، واتهمت ميريام بتدهور الفن العربي بصوتها الذي لا يرقى إلى الحد الأدنى من المعايير المقبولة فنياً. وتسببت الحلقة بضجة كبيرة وعدد كبير من الميمات على مواقع التواصل الاجتماعي وأيضا ً تسببت الحلقة تلك بجدل ساخن بين ميريام كلينك وأتباع تغريداتها على موقع تويتر ومنهم الكوميدي اللبناني نمر أبو نصار الذي قدم أغنية تشبه أغنيتها وسخر منها.
 وفي شهر ديسمبر من نفس العام أطلقت ميريام كليب "KLINK REVOLUTION" والذي لاقى جدل واسع فبالأغنية انتقدت ميريام الوضع في لبنان ولكن الجمهور انتقد ميريام بسبب الأغنية فاعتبروها أغنية غريبة وكذلك كان في الكليب مشاهد أعتبرت مستفزة مثل الرقص في القبور.

## أغانيها
- عنتر (2012)
- KLINK REVOLUTION «ثورة كلينك» (2012)
- الزعيم (2013)
- لبنان (2013)
- يا طير (2013)
- كل يوم عبكرا (2014)
- أوعى ترجعلي (2015)
- بدي ولع قلبك نار (2016)
- الغول (2017)
- حطو (2020)